# Pierre Andry
Pour les articles homonymes, voir Andry (homonymie).
Pierre Andry, né le 3 mai 1990 à Nice, est un joueur français de handball. Il mesure 1,95 m pour 90 kg et évolue au poste de gardien de but.

## Parcours
- 1999-2005 : Peymeinade (jusqu'en - de 15 ans)
- 2005-2007 : HB Mougins Mouans-Sartoux Mandelieu (HB3M) (-18 championnat de France)
- 2007-2011 : Montpellier AHB avec la réserve en Nationale 1; quelques matchs en LNH et Ligue des Champions
- 2011-2013 : Grand Nancy ASPTT HB, D2
- 2013-2015 : Istres Ouest Provence Handball, Division 2 puis Division 1
- 2015-2016 : Valence Handball, Division 2
- 2016-2017 : Handball Club Gien Loiret, Nationale 1
- 2017-2018 : Cavigal Nice Handball, Division 2

1er match en D1 le 13 septembre 2008 contre Nantes.

## Palmarès

### Sélections nationales
- Équipe de France jeunes
  - 6e place au Championnat d'Europe 2006
- Équipe de France junior
  -  Médaille de bronze au Championnat d'Europe 2008 (da)
  - 11e place au Championnat du monde 2009
  - 8e place au Championnat d'Europe 2010 (da) (capitaine)

### Clubs
- vainqueur du Championnat de France en 2009, 2010, 2011
- vainqueur de la Coupe de France en 2009, 2010
- vainqueur de la Coupe de la Ligue en 2010, 2011
- vainqueur du Trophée des champions en 2011

### Scolaire
- Champion de France UNSS des - de 15 ans en 2004 avec le lycée du Parc-Impérial